# カステルグイドーネ
カステルグイドーネ（イタリア語: Castelguidone）は、イタリア共和国アブルッツォ州キエーティ県にある、人口約400人の基礎自治体（コムーネ）。

## 地理

### 位置・広がり

#### 隣接コムーネ
隣接するコムーネは以下の通り。括弧内のCBはカンポバッソ県（モリーゼ州）所属を示す。
- カスティリオーネ・メッセール・マリーノ
- ロッカヴィヴァーラ (CB)
- サン・ジョヴァンニ・リピオーニ
- スキアーヴィ・ディ・アブルッツォ
- トッレブルーナ
- トリヴェント (CB)